# Kunstmuseet Brundlund Slot
Kunstmuseet Brundlund Slot er et museum i Aabenraa under Museum Sønderjylland. Det huses i Brundlund Slot, der fra 1470 til 1997 var bolig for lensmanden og siden amtmanden over Aabenraa Amt. På slottet vises skiftende udstillinger med vægt på sønderjyske kunstnere, historiske temaer og samtidskunst. Museets samling rummer adskillige tusinde værker af sønderjyske kunstnere fra det 18. århundrede og frem til i dag, deriblandt 17 oliemalerier af C.W. Eckersberg. I 2012 deponeredes Franciska Clausens omfattende samling på 2500 egne værker på museet. Grundet slottets beskedne størrelse er det dog ikke muligt at opleve en permanent ophængning af samlingen, som derfor løbende vises i større og mindre udvalg i forbindelse med udstillinger.

## Slottets historie
I 1411 kom staden Aabenraa under dronning Margrete 1.s overhøjhed som en del af forliget med de holstenske grever. Af forligsbrevet fremgår det, at Aabenraa Slot skal huse egnens administration, og dronningen sikrer sig ret til at opføre et nyt slot på et nyt sted. Det gamle Aabenraahus blev brudt ned, og hun påbegyndte måske samtidig byggeriet af slottets afløser. Det fik navnet Brundlund og blev lagt på en holm i det sumpede område syd for byen.
Slotsholmen blev omgivet af en voldgrav, der fik vand fra Mølleåen. I begyndelsen af 1500-tallet opførtes Brundlund Slotsmølle, der fungerede både som mølle, sluse for voldgraven og som forsvarsværk.
Borgen blev første gang angrebet i 1429 under kampen mellem de holstenske hertuger og den danske konge Erik af Pommern om herredømmet over Sønderjylland. Hertug Wilhelm af Lüneburg fik 20.000 mark lübecksk af hansestæderne Lübeck, Hamborg og Lüneburg for i 4 uger at føre krig mod den danske konge. Han valgte at forsøge at erobre Aabenraa og Brundlund slot. Efter kort tids belejring erobrede han slottet og befæstede det yderligere.
Fra 1983 til 1985 udførte Nationalmuseet minutiøse bygningsarkæologiske undersøgelser af slottet. De beviste, at voldgraven og slotsholmen går tilbage til borgens ældste tid, og at slottets nuværende bygning ikke er den ældste. Den er opført i 1500-tallet. Borgen er rejst som et porthus med  porten midt i bygningen. Uden for slottet kan den ældste port stadig anes som en markering i muren. Adgangen til slottet foregik oprindeligt over en hængebro, som siden blev udskiftet med en muret bro.
I 1530 og 1580 blev slottet forsynet med ottekantede hjørnetårne, hvoraf det ene blev bestemt til at rumme fangekælderen. Brundlund Slots historie fra 1606-1805 er en vedvarende historie om et slot, der bestandigt blev repareret, lappet og ombygget. I 1805 fik den kongelige landbygmester C.F. Hansen ansvaret for en gennemgribende restaurering af Brundlund Slot, der varede til 1807. Hansen fjernede praktisk talt alt i slottets indre og genopbyggede det i ny form. Ydermurene blev ombygget og forenklede, og borgen fik et nyt tag. Sydgavlen blev prydet med spidsbuede vinduer og er et sjældent tidligt eksempel på nygotik – både i Danmark og i arkitektens produktion.
C.F. Hansen lod også et nyt porthus opføre i én etage med kælder. Det blev i 1825 forhøjet med en etage og indrettet til fængsel.
1996 flyttede stiftamtmanden fra slottet, som blev solgt til Aabenraa Kommune og indrettet til et selvstændigt kommunalt kunstmuseum, som skulle rumme kunstafdelingen fra det kulturhistoriske museum. Museet indvidedes den 4. april 1998.
I 2007 blev slottet og kunstsamlingen en afdeling af Museum Sønderjylland. Brundlund Slot blev gennemgribende restaureret i første halvdel af 1980'erne og fik en helt ny omliggende park i 2006.
- Billedskolen bagerst på slotsholmen
- Slottet set fra havesiden